# Да Сильва, Рубен
Рубен Да Сильва (исп. Ruben Fernando da Silva Echeverrito; род. 11 апреля 1968, Монтевидео) — уругвайский футболист. Выступал за сборную Уругвая и такие клубы, как «Ривер Плейт», «Насьональ», «Бока Хуниорс», «Росарио Сентраль».

## Биография
Выступал за клубы Уругвая, Аргентины, Испании, Мексики. Победитель Кубка Америки 1995 года. Также выступал на Кубках Америки 1989 (2-е место) и 1997 годов.
За время своей карьеры неоднократно становился лучшим бомбардиром чемпионатов Уругвая и Аргентины. Завершил карьеру в 2004 году в родном клубе Данубио завоеванием чемпионского титула.
По окончании карьеры футболиста занялся тренерской деятельностью.
Рубен Да Сильва — младший брат ещё одного футболиста, выступавшего за сборную Уругвая — Хорхе Да Сильвы, участника чемпионата мира 1986 года.

## Достижения

### Командные
- Победитель Кубка Америки: 1995
- Чемпион Уругвая (3): 1988, 2000, 2004
- Чемпион Аргентины: 1989/90
- Кубок КОНМЕБОЛ: 1995

### Индивидуальные
- Лучший бомбардир чемпионата Уругвая: 1988 (23 гола)
- Лучший бомбардир чемпионата Аргентины (2): 1993 (Клаусура, 13 голов), 1997 (Апертура, 15 голов)